# Gust àcid
El gust àcid o sabor àcid és un dels quatre gustos principals que distingim els europeus. En els humans, els receptors de gust àcid s'anomenen TAS2R i es troben sobretot als laterals de la llengua. És propi d'alguns àcids, com per exemple la vitamina C de la llimona, i de fet els àcids a química es diuen així pel gust àcid que els caracteritza.
El seu origen evolutiu és alertar el cervell de possibles verins o substàncies perilloses per al cos. Sovint apareix juntament amb el gust amarg.